# Колуони (Беневенто)
Колуони је насеље у Италији у округу Беневенто, региону Кампанија.
Према процени из 2011. у насељу је живело 25 становника. Насеље се налази на надморској висини од 158 м.